# كريستيان بورتر
كريستيان بورتر (بالإنجليزية: Christian Porter)‏ هو محامي وسياسي أسترالي، ولد في 11 يوليو 1970 في برث في أستراليا. حزبياً، نشط في الحزب الليبرالي الأسترالي.

## مناصب
- انتخب عضو الجمعية التشريعية لأستراليا الغربية عن دائرة Electoral district of Bateman [الإنجليزية]‏ (23 سبتمبر 2008 – 9 مارس 2013).
- انتخب عضو الجمعية التشريعية لأستراليا الغربية عن دائرة Electoral district of Murdoch [الإنجليزية]‏ (23 فبراير 2008 – 23 سبتمبر 2008).
- انتخب Attorney-General of Western Australia [الإنجليزية]‏ (23 سبتمبر 2008 – 12 يونيو 2012).
- انتخب Treasurer of Western Australia [الإنجليزية]‏ (14 ديسمبر 2010 – 12 يونيو 2012).
- انتخب وزير الخدمات الاجتماعية [الإنجليزية]‏ (21 سبتمبر 2015 – ).
- انتخب عضو مجلس النواب الأسترالي عن دائرة Division of Pearce [الإنجليزية]‏ (7 سبتمبر 2013 – ).

## وصلات خارجية
- الموقع الرسمي